# Greybull
Greybull is een plaats (town) in de Amerikaanse staat Wyoming, en valt bestuurlijk gezien onder Big Horn County.

## Demografie
Bij de volkstelling in 2000 werd het aantal inwoners vastgesteld op 1815.
In 2006 is het aantal inwoners door het United States Census Bureau geschat op 1761, een daling van 54 (-3,0%).

## Geografie
Volgens het United States Census Bureau beslaat de plaats een oppervlakte van
4,6 km², geheel bestaande uit land.

## Plaatsen in de nabije omgeving
De onderstaande figuur toont nabijgelegen plaatsen in een straal van 56 km rond Greybull.